# Obroatis curvilineata
Obroatis curvilineata är en fjärilsart som beskrevs av Paul Dognin 1912. Obroatis curvilineata ingår i släktet Obroatis och familjen nattflyn. Inga underarter finns listade i Catalogue of Life.